# Metriorhynchidae
Metriorhynchidae („mírné čenichy“) byla čeleď krokodýlovitých mořských plazů vzdáleně příbuzných dnešním krokodýlům. Spadali do kladu Thalattosuchia a byli velmi dobře anatomicky a fyziologicky adaptovaní na život v mořích. Žili v období střední jury až rané křídy, zhruba před 170 až 135 miliony let v mořích téměř celého světa. Známým zástupcem je například rod Dakosaurus, známý i z Evropy. Čeleď pojmenoval rakouský přírodovědec Leopold Fitzinger v roce 1843.

## Popis a význam

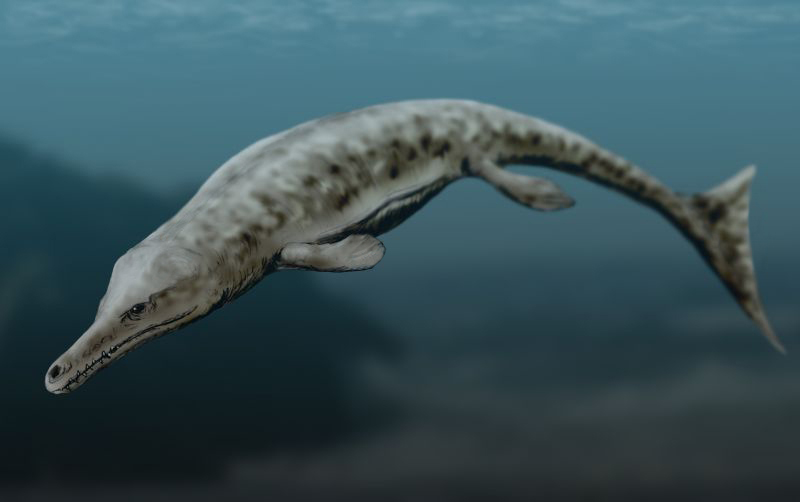
Rekonstrukce vzezření rodu Neptunidraco.

Tito mořští krokodýlovití plazi dosahovali obvykle délky asi 4 až 7 metrů a vykazovali velké množství pokročilých adaptací (anatomických a fyziologických přizpůsobení) pro život v mořích. Mezi tyto adaptace mohla patřit i přítomnost zpětně "uzavíratelných" nozder.
Zajímavým anatomickým znakem metriorhynchidů byla výrazná vertikální ocasní ploutev, připomínající ploutve žraloků. Jejich pádlovité končetiny byly relativně krátké a v průběhu vývoje tito plazi ztratili osteodermy (zkostnatělé destičky, pokrývající tělo). Jedná se o jedinou známou skupinu celého kladu Archosauria, u nichž došlo ke kompletnímu přechodu do moře a stali se pelagickými formami. Koncová část čelistí těchto plazů postrádala somato-senzorický neurovaskulární systém, kterým jsou charakterističtí dnešní krokodýli.
Velcí zástupci této skupiny představovali dominantní predátory ve svých ekosystémech, kde soupeřili s velkými zástupci nepříbuzných mořských plazů ze skupiny Plesiosauria.

## České objevy

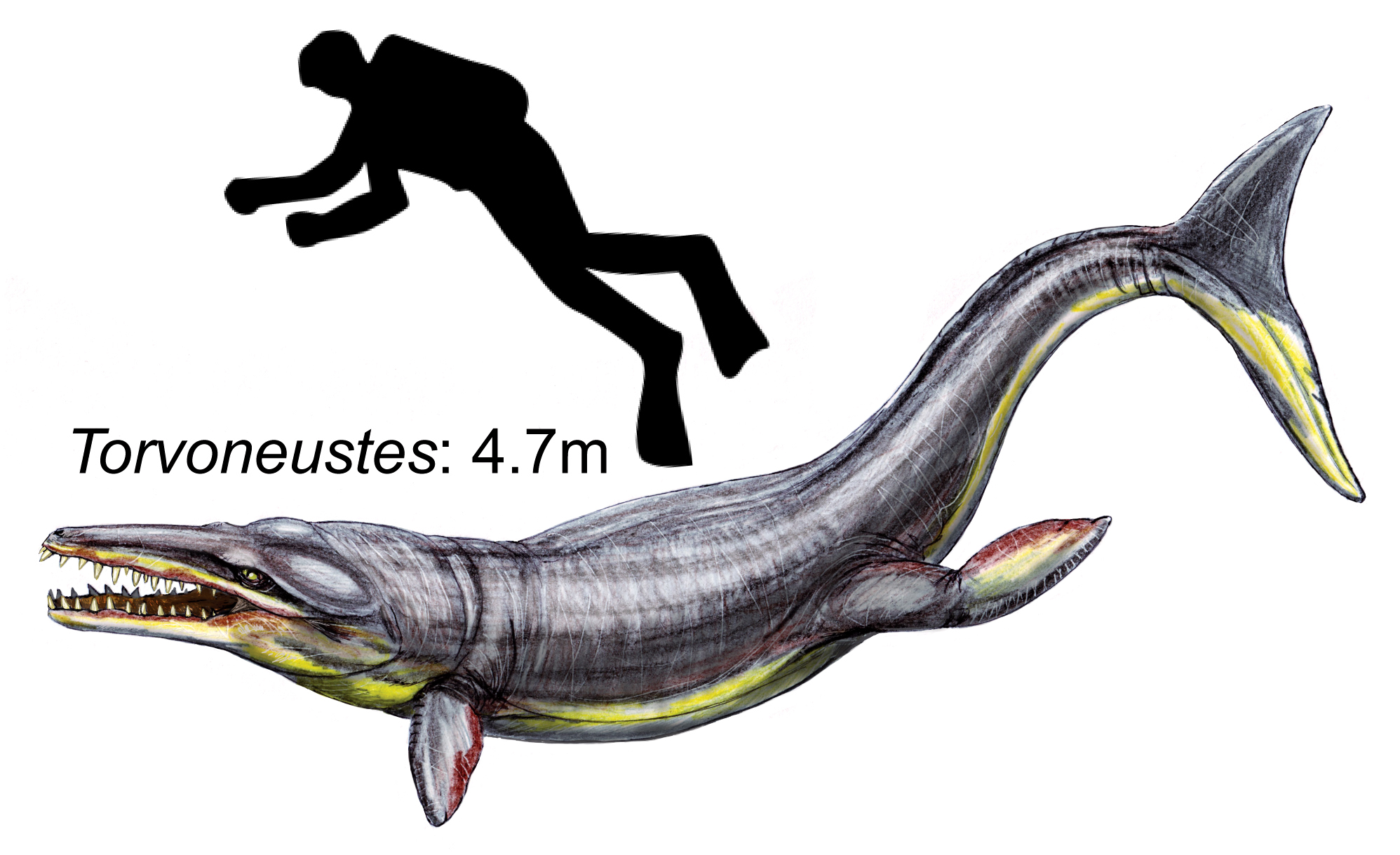
Rekonstrukce rodu Torvoneustes.

Zástupci této skupiny (v rámci podčeledi Geosaurinae) žili v období rané křídy (věk hauteriv, asi před 133 miliony let) také na území dnešní České republiky. Jejich fosilní zuby byly objeveny patrně na začátku 20. století ve vápencových masivech v okolí Štramberka. Objeveny byly pouze fosilní zuby, uložené nejpozději od roku 1912 v Přírodovědeckém muzeu ve Vídni. Jednalo se patrně o vývojové příbuzné rodů Plesiosuchus a Torvoneustes, dosahující délky mezi 4 a 6 metry.